# Vasili al III-lea al Rusiei
Vasili al III-lea Ivanovici (rusă Василий III Иванович; n. 25 martie 1479, Moscova, Cnezatul Moscovei – d. 3 decembrie 1533, Moscova, Cnezatul Moscovei) a fost Mare Cneaz al Moscovei din 1505 până în 1533. A fost fiul lui Ivan al III-lea al Rusiei și al celei de-a doua soții a acestuia, Sofia Paleolog și a fost botezat Gavriil (Гавриил). A avut trei frați: Iuri, născut în 1480, Simeon născut în 1487 și Andrei născut în 1490, precum și cinci surori: Elena (n./d. 1474), Feodosia (n./d. 1475), Elena (n. 1476), Feodosia (n. 1485) și Eudoxia (n. 1492).

## Biografie
Vasili a fost un om activ și energic căruia îi plăceau vânătoarea și pelerinajele religioase. El a continuat politica tatălui său și mare parte din domnia sa și-a petrecut-o consolidând teritoriile obținute de Ivan. Tatăl său lăsase apanaje celor patru fii ai lui, dar Vasili le-a interzis fraților săi să se căsătorească înainte ca el să aibă un moștenitor. Când doi dintre ei au murit fără să se fi căsătorit, el le-a luat pământurile. 
Vasili a anexat ultimele provincii autonome: Pskov în 1510, apanajul Volokolamsk în 1513, ce mai rămăsese din Riazan în 1521 și Novgorod-Severski în 1522. S-a străduit să mențină influența Moscovei asupra hanatului Kazan și până în 1532 a reușit să instaleze un han care i-a recunoscut suveranitatea.
Vasili și-a extins autoritatea asupra boierilor și, la fel ca tatăl său, a declarat drept act de trădare orice încercare a unui nobil moscovit de a-și transfera serviciile altui conducător.
În timpul domniei lui Vasili, administrația a continuat să se dezvolte; el a reformat modul de administrare al provinciilor. Alianța dintre biserica ortodoxă și statul moscovit s-a cimentat și mai mult.

### Viața de familie
Până în 1526 când avea 47 de ani, Vasili a fost căsătorit cu Solomonia Saburova peste 20 de ani fără să aibă moștenitor. Conștientă de dezamăgire soțului ei, Solomonia a încercat să remedieze acest lucru prin consultarea de vrăjitorii și mergând în pelerinaje. Când acestea s-au dovedit ineficiente, Vasili și-a consultat boierii, anunțând că el nu avea încredere în cei doi frați ai săi să se ocupe de treburile Rusiei.
Boierii au sugerat ca acesta să-și ia o nouă soție, și în ciuda opoziției clerului, el a divorțat de soția lui stearpă și s-a căsătorit cu Elena Glinskaia, o prințesă tătară de 23 de ani, fiica unei prințese sârbe și nepoata prietenului său Mihail Glinski. Nu mulți dintre boieri au aprobat alegerea sa, Elena fiind catolică. Vasili a fost atât de îndrăgostit încât el a sfidat normele sociale din Rusia și și-a tuns barba să pară mai tânăr. După trei zile de festivități de nuntă, cuplul și-a consumat căsătoria doar pentru a descoperi că Elena părea a fi la fel de sterilă ca și Solomonia.
Populația rusă a început să bănuiască că aceasta este un semn al lui Dumnezeu de dezaprobare a căsătoriei. Cu toate acestea, spre marea bucurie a lui Vasili și a populației, Elena a dat naștere unui fiu, care l-a succedat sub numele de Ivan al IV-lea. Trei ani mai târziu, s-a născut al doilea fiu, Iuri; cum acesta a fost surdo-mut, speranțele de viitor ale dinastiei se puneau în primul născut. Potrivit unor povești, Solomonia Saburova a născut de asemenea un fiu în mănăstirea unde a fost închisă, la doar câteva luni după divorțul controversat.

### Deces
În timp ce era la vânătoare călare, în apropiere de Volokolamsk, Vasili a simțit o durere mare în șoldul drept, rezultatul unui abces. El a fost transportat la Kolp, unde a fost vizitat de doi medici germani, care nu au reușit să oprească infecția cu remedii convenționale, ulcerația de la pulpa stângă ducând la septicemie.
Știind că era pe moarte, Vasili a cerut să se întoarcă la Moscova, unde a adunat boierii și pe mitropolitul Daniel cerându-le să-l recunoască pe fiul său de trei ani, Ivan, drept moștenitorul său. I s-a acceptat cererea de a fi făcut călugăr și pe 3 decembrie 1533 a murit.